# Conte di Lindsay
Conte di Lindsay è un titolo ereditario della parìa scozzese ed inglese.

## Storia
Il titolo venne creato per la prima volta nel 1633 nella Parìa di Scozia per John Lindsay, che successivamente ereditò anche la Contea di Crawford. Le due contee rimasero unite sino alla morte del XXII conte di Crawford, anche XVI conte di Lindsay. Quindi la contea di Lindsay passò a David Lindsay, mentre la contea di Crawford divenne quiescente dal momento che non vi era alcun pretendente valido a quel titolo. Il titolo venne ravvivato da una pretesa dichiarata valida nel 1848. Sia David, VII conte di Lindsay, e il suo successore Patrick, VIII conte di Lindsay, morirono senza eredi, e la disputa sulla contea venne infine risolta dalla Camera dei Lords nel 1878 in favore di sir John Trotter Lindsay, baronetto.
La sede ufficiale della famiglia è Lahill House, presso Leven, Fife.

## Lords Lindsay (1445)
- John Lindsay, I lord Lindsay (m. 1482)
- David Lindsay, II lord Lindsay (m. 1490)
- John Lindsay, III lord Lindsay (m. 1497)
- Patrick Lindsay, IV lord Lindsay (m. 1526)
- John Lindsay, V lord Lindsay (m. 1563)
- Patrick Lindsay, VI lord Lindsay (1521–1589)
- James Lindsay, VII lord Lindsay (1554–1601)
- John Lindsay, VIII lord Lindsay (m. 1609)
- Robert Lindsay, IX lord Lindsay (m. 1616)
- John Lindsay, X lord Lindsay (c. 1598–1678) (divenne conte di Lindsay nel 1633)

## Conti di Lindsay (1633)
- John Lindsay, I conte di Lindsay, XVII conte di Crawford (c. 1598–1678)
- William Lindsay, II conte di Lindsay, XVIII conte di Crawford (1644–1698)
- John Lindsay, III conte di Lindsay, XIX conte di Crawford (m. 1713)
- John Lindsay, IV conte di Lindsay, XX conte di Crawford (1702–1749)
- George Lindsay-Crawford, V conte di Lindsay XXI conte di Crawford, IV visconte di Garnock (1723–1781)
- George Lindsay-Crawford, VI conte di Lindsay XXII conte di Crawford, V visconte di Garnock (1758–1808)
- David Lindsay, VII conte di Lindsay (d. 1809)
- Patrick Lindsay, VIII conte di Lindsay (1778–1839)
- Henry Lindsay, IX conte di Lindsay (1787–1851)
- John Trotter Lindsay, X conte di Lindsay (1827–1894)
- David Clarke Lindsay, XI conte di Lindsay (1832–1917)
- Reginald Lindesay-Bethune, XII conte di Lindsay (1867–1939)
- Archibald Lionel Lindsay, XIII conte di Lindsay (1872–1943)
- William Tucker Lindsay, XIV conte di Lindsay (1901–1985)
- David Lindsay, XV conte di Lindsay (1926–1989)
- James Randolph Lindesay-Bethune, XVI conte di Lindsay (m. 1955)

## Visconti di Garnock (1703)
- John Lindsay-Crawford, I visconte di Garnock (1669–1708)
- Patrick Lindsay-Crawford, II visconte di Garnock (1697–1735)
- John Lindsay-Crawford, III visconte di Garnock (1722–1738)
- George Lindsay-Crawford, IV visconte di Garnock (1723–1781), succedette come conte di Crawford e Lindsay nel 1749.

vedi conte di Lindsay.

## Baronetti Bethune, di Kilconquhar (1836)
- Sir Henry Lindsay Bethune, I baronetto (1787–1851)
- Sir John Trotter Bethune, II baronetto (1827–1894) (stabilito alla pretesa della contea di Linsday nel 1878)